# ويليام أ. بلاكلي
ويليام أ. بلاكلي هو محامي وشخصية أعمال وسياسي أمريكي، ولد في 17 نوفمبر 1898 في Miami Station, Missouri ‏ في الولايات المتحدة، وتوفي في 5 يناير 1976 في دالاس في الولايات المتحدة. نشط حزبياً في الحزب الديمقراطي. وقد انتخب عضو مجلس الشيوخ الأمريكي ‏ عن دائرة Texas Class 2 senate seat ‏ وقد انضم خلال فترته النيابية ‏ (3 يناير 1961 – 14 يونيو 1961) للكتلة البرلمانية الحزب الديمقراطي وانتخب عضو مجلس الشيوخ الأمريكي ‏ عن دائرة مقعد تكساس من الفئة الأولى ‏ وقد انضم خلال فترته النيابية ‏ (15 يناير 1957 – 28 أبريل 1957) للكتلة البرلمانية الحزب الديمقراطي.